# Кердём
Кердём (якут. Күөрдэм) — село в Хангаласском улусе Республики Саха (Якутия) России. Административный центр Жемконского 2-го наслега.

## География
Село находится на юге центральной части Якутии, на правом берегу протоки Мытах реки Лены, вблизи места впадения в неё реки Лютенге, на расстоянии примерно 6 километров (по прямой) к востоку от города Покровска, административного центра улуса. Абсолютная высота — 127 метров над уровнем моря.
В 10 км к ЮЮВ от села находится одноимённая железнодорожная станция Амуро-Якутской железнодорожной магистрали — Кердем.
Климат
Климат характеризуется как резко континентальный. Средняя температура воздуха самого тёплого месяца (июля) составляет 19 °C; самого холодного (января) — −40 °C. Среднегодовое количество атмосферных осадков составляет 200—350 мм.
Часовой пояс
Село Кердём находится в часовой зоне МСК+6. Смещение применяемого времени относительно UTC составляет +9:00.

## Население
| 2002 | 2010  | 2021 |
| ---- | ----- | ---- |
| 867  | ↗1015 | ↘877 |

Половой состав
По данным Всероссийской переписи населения 2010 года в гендерной структуре населения мужчины составляли 48,8 %, женщины — соответственно 51,2 %.
Национальный состав
Согласно результатам переписи 2002 года, в национальной структуре населения якуты составляли 96 % из 867 чел.

## Улицы
Уличная сеть села состоит из одиннадцати улиц и семи переулков.

## Достопримечательности
- Памятник воинам-землякам, погибшим в годы Великой Отечественной войны (1941-1945).
- Музей-комплекс «Самартай», на территории которого расположены: музей с экспозицией о быте и культуре якутов, о флоре и фауне края, а также строения XVIII-XIX веков, в том числе уникальный, единственный в улусе дошедший до наших дней памятник архитектуры и истории — Качикатская Николаевская церковь, построенная в 1892 году[10][11].